# Skwer im. Lucjana Broniewicza w Toruniu
Skwer im. Lucjana Broniewicza w Toruniu – skwer położony przed Collegium Minus Uniwersytetu Mikołaja Kopernika w Toruniu. Jego patronem jest Lucjan Broniewicz, popularyzator astronomii, twórca i dyrektor Planetarium w Toruniu. Na terenie skweru mieszczą się m.in. fontanna Cosmopolis, pomnik planetoidy (12999) Toruń (odsłonięty 19 lutego 2009 roku) oraz Dąb Astronomii.
Skwer mieści się na obszarze pomiędzy aleją Jana Pawła II, ulicą Wały gen. Sikorskiego, placem Mariana Rapackiego i Fosą Staromiejską.
26 kwietnia 2012 roku podczas 26. sesji Rady Miasta Torunia zapadła decyzja w sprawie nadania skwerowi imienia Lucjana Broniewicza.